# Nieznań
Nieznań (deutsch Heidchen) ist ein Dorf in der Landgemeinde (Gmina) Stare Czarnowo (Neumark) im Powiat Gryfiński der polnischen Woiwodschaft Westpommern.

## Geographie
Die Ortschaft liegt in Hinterpommern, westlich des Madüsees (poln. Jezioro Miedwie), etwa 2 ½  Kilometer nordöstlich des Dorfs Kołbacz (Kolbatz), 25  Kilometer  ostnordöstlich der Stadt Gryfino (Greifenhagen) und 23 Kilometer südöstlich von Stettin.

## Geschichte

Heidchen (Heidken) südsüdöstlich des Stettiner Haffs und der Stadt Altdamm (Damme), westlich des Madüsees (Madui Lacus) und nordöstlich des Dorfs Kolbatz auf der Lubinschen Karte von 1618 (Ausschnitt)

Die Ortschaft war einst ein Vorwerk gewesen, hatte sich im Besitz des Klosters Kolbatz befunden und teilt dessen Geschichte. Nach Aufhebung des Klosters 1535 im Zuge der Reformation kamen dessen Ländereien an den Fiskus, der staatliche Gutsbezirke, sogenannte Domänen, daraus formte, die er verpachtete. Die Pachtung war aber nicht dem Adel vorbehalten, so dass solche Gutsbezirke als „ritterfrei“ galten. Als Preußen im Frieden von Tilsit Zahlungsverpflichtungen gegenüber Napoleon I. eingegangen war, gab König Friedrich Wilhelm III. 1811 Staatsdomänen des Rentamtsbezirks Kolbatz zur Versteigerung frei. Den Zuschlag für das Gut Kolbatz mit den beiden Vorwerken Hofdamm und Heidchen sowie für das Gut Glien erhielt der Amtsrat Karl Friedrich Gaede, früher Generalpächter, von dem 1816 der Kaufmann und Reeder Friedrich Wilhelm Krause den Gutsbezirk Kolbatz mit den beiden Vorwerken Hofdamm und Heidchen käuflich erwarb. Krause geriet um 1840 in Zahlungsschwierigkeiten und verkaufte den Gutsbezirk mit Ausnahme seines Wohnhauses und einiger Gebäude dem Staat. Vereinbarungsgemäß pachtete jedoch sein Sohn Amtmann Karl Ludwig Theodor Krause (seit 1851 Königl. Ober-Amtmann, 1859 Königl. Amtsrat) den Gutsbezirk vom Domänenamt zurück, mit einer Laufzeit des Pachtvertrags bis 1866. Nach Ablauf des Pachtvertrags 1866 wurde Heidchen von Kolbatz – Hofdamm abgetrennt und als eigenständige Staatsdomäne bis 1884 an Theodor Gründler verpachtet, der zuvor Verwalter auf der Staatsdomäne Gramzow im Landkreis Angermünde in der Uckermark gewesen war.
Im Jahr 1945 gehörte Heidchen zum Landkreis Greifenhagen im Regierungsbezirk Stettin der preußischen Provinz Pommern des Deutschen Reichs. Die Ortschaft war dem Amtsbezirk Kolbatz zugeordnet. 
Gegen Ende des Zweiten Weltkriegs wurde die Region von der Roten Armee besetzt. Nach Einstellung der Kampfhandlungen  wurde Heidchen mit ganz Hinterpommern  – militärische Sperrgebiete ausgenommen – seitens der sowjetischen Besatzungsmacht der Volksrepublik Polen zur Verwaltung unterstellt. Es begann danach schon die vereinzelte Zuwanderung von Polen. Das Dorf wurde nun unter dem Namen „Nieznań“ verwaltet. In der Folgezeit wurde die einheimische Bevölkerung von der polnischen Administration aus der Region vertrieben.

### Demographie
| Jahr | Einwohner | Anmerkungen                                                                                     |
| ---- | --------- | ----------------------------------------------------------------------------------------------- |
| 1782 | –         | drei Feuerstellen (Haushaltungen) und eine Gemarkungsfläche von 1421 Morgen und 41 Quadratruten |
| 1818 | 099       | [ 2 ] [ 3 ] [ 4 ]                                                                               |
| 1864 | 092       | am 3. Dezember, auf einer Gemarkungsfläche von 1963 Morgen und 130 Quadratruten                 |
| 1867 | 135       | am 3. Dezember                                                                                  |
| 1871 | 164       | am 1. Dezember, sämtlich Evangelische                                                           |
| 1910 | 111       | am 1. Dezember, Gutsbezirk                                                                      |
| 1925 | 177       | sämtlich Evangelische; in 17 Wohngebäuden, auf einer Gemarkungsfläche von 5 km²                 |
| 1933 | 178       | [ 11 ]                                                                                          |
| 1939 | 136       | [ 11 ]                                                                                          |

### Kirchspiel
Die Bewohner von Heidchen bis 1945 gehörten zum evangelischen Kirchspiel von Kolbatz.